# Dučalovići
Dučalovići (en serbe cyrillique : Дучаловћи) est un village de Serbie situé dans la municipalité de Lučani, district de Moravica. Au recensement de 2011, il comptait 354 habitants.

## Démographie

### Évolution historique de la population
| 1948  | 1953  | 1961  | 1971 | 1981 | 1991 | 2002 | 2011 |
| ----- | ----- | ----- | ---- | ---- | ---- | ---- | ---- |
| 1 129 | 1 097 | 1 035 | 829  | 717  | 548  | 440  | 354  |

|  |